# Montería
Montería je hlavní město departementu Córdoba v Kolumbii. Nachází se na severozápadě země, nedaleko od karibského pobřeží. Má 428 602 obyvatel (spolu s předměstími až 600 000). Městem protéká řeka Sinú. Je centrem potravinářského průmyslu.

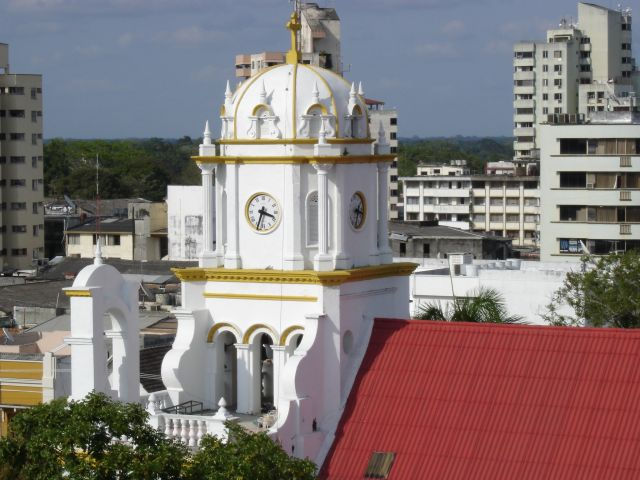
Kostel ve městě Montería

Město bylo založeno několikrát; poprvé již roku 1759, ale neúspěšně. Oficiálním datem založení města je rok 1777, kdy zdejší kolonisté zůstali na březích řeky Sinú již natrvalo. Od roku 1952 je Montería oficiálně správním centrem regionu Córdoba.